# Bellizzi Irpino
Bellizzi Irpino è una frazione di Avellino di 842 abitanti, già comune autonomo fino al 1938.
È situata alla periferia meridionale di Avellino a 3 km dal centro cittadino, si posa su una collina ai piedi del monte Faliesi, a 392 m s.l.m., confina ad est con il comune di Aiello del Sabato, a sud con il comune di Contrada e a nord col Rione san Tommaso di Avellino. È raggiungibile attraverso la strada statale che collega Avellino a Salerno detta via dei Due Principati.
Anticamente denominato il Casale delle Bellezze, qui i Caracciolo ospitavano i cugini regnanti delle Due Sicilie che da Napoli venivano ad Avellino.
Piccolo villaggio abitato per lo più da contadini e mastri operai addetti all'edilizia, si reggeva su un'economia prevalentemente agricola, e malgrado ripetuti tentativi di accorpamento al comune capoluogo già avviati nel corso del XIX secolo, conservò la sua autonomia municipale fino al 1938. Con Regio Decreto del 12 luglio 1938, il comune di Bellizzi, che all'epoca contava 864 abitanti, risultante mancante "di mezzi per provvedere adeguatamente ai pubblici servizi" fu aggregato a quello di Avellino. A pagina 593 del Giornale degli economisti e annali di economia, Volume 53 del 1938, veniva indicato, con la sua superficie di tre ettari, come il comune più piccolo d'Italia. Con la nascita delle circoscrizioni previste dalla legge 278/1976 fu inserito nella VII Circoscrizione della città di Avellino, insieme alle limitrofe contrade S.Oronzo e Cretazzo.
Nei pressi della frazione è posto il penitenziario di Avellino, un carcere di massima sicurezza.
Via Giancola è la stradina principale di Bellizzi Irpino, dove tra l'altro c'è l'ex municipio (poi sede della circoscrizione) e la chiesa di Santa Maria di Costantinopoli. Di fronte alla Chiesa di Santa Maria di Costantinopoli si trova la Chiesa del Purgatorio, sede dell'omonima Confraternita fondata l'8 dicembre 1865 dal fervore religioso di 18 confratelli e consorelle.
Il nome "Anime del Purgatorio" nasceva dall'abitudine, diffusa tra alcuni confratelli, di lasciare, dopo la morte, consistenti lasciti perché la Congrega pregasse per le loro anime, così da garantire loro l'accesso al Paradiso. L'assoluta mancanza nel corso del Medio Evo di qualsiasi forma di assistenza pubblica e delle più elementari garanzie specialmente per la parte più disagiata delle collettività, in gran parte perdurata fino a tempi abbastanza recenti, ed al tempo stesso il bisogno di ben operare per amore e timore di Dio, furono le principali motivazioni che indussero i cristiani ad associarsi per aiutarsi reciprocamente..
Nella zona superiore di Bellizzi sono situati dei prefabbricati atti ad ospitare gli sfollati del terremoto dell'Irpinia del 1980, tuttora sono abitati.
La frazione è circondata da noccioleti, su cui si basa l'agricoltura della zona.
Le tradizioni folkloristiche di questo paesino sono legate al Palio della botte, di cui Bellizzi si aggiudicò la competizione inaugurale del 1998, ( con il nome storico di "Bellezze". Altri successi sono stati conseguiti negli anni 2000, 2010, 2013, 2014, 2016 e 2018, detenendo insieme alla Contrada Tuoppolo, il record di 7 vittorie)   e, soprattutto alla rappresentazione carnevalesca Zeza, nonché alla processione in onore di Santa Maria di Costantinopoli, tenuta la prima domenica di Settembre, durante la quale la statua della Madonna è portata a spalla lungo il paese.
La Zeza di Bellizzi nel 2012 ha compiuto 400 anni. A differenze delle Zeze diffuse nella provincia di Avellino, quella di Bellizzi ha due particolarità: innanzitutto è l'unico gruppo folk della città capoluogo ed inoltre, almeno a detta di Roberto De Simone, antropologo e studioso delle tradizioni popolari, è la depositaria del testo più autentico all'originale francese, risalente al XVI secolo. Roberto De Simone si ispirò proprio alla Zeza di Bellizzi per scrivere la sua 'Gatta Cenerentola'. I figuranti, come da tradizione, sono solo maschi. Le donne collaborano alla preparazione dei tradizionali abiti.
Alle tradizioni bellizzane appartiene anche la scampagnata "fuori porta", che si tiene nel giorno di Pasquetta, presso la località San Raffaele, nel comune di Aiello del Sabato, presso i giardini e il tempietto, al Santo dedicato, della villa Cerullo.
Nel 1956 la S.F.I. (Società Filoviaria Irpina) collegò la frazione di Bellizzi Irpino al centro del comune capoluogo istituendo la sua terza autolinea filoviaria. I filobus rimasero funzionanti fino al novembre 1973, quando furono sostituiti dagli autobus urbani..
Nel mese di gennaio 2014 hanno avuto inizio i lavori di ristrutturazione della Piazza centrale della frazione, Piazza Napoli (già Piazza Roma), sede del palazzo scolastico. Nel 1931 l'allora podestà Evaristo Cerullo aveva dotato la piazza di un monumento funebre dedicato alla memoria di Arnaldo Mussolini, successivamente rimosso.
L'aria salubre della collina su cui sorge Bellizzi Irpino, ricordata (aria buona) a pag.142 della Istorica descrizione del Regno di Napoli (1823, Giuseppe Maria Alfano) nonché la sua posizione soleggiata, ne fecero sede, nel ventennio fascista, di una colonia elioterapica per bambini.

## Storia
L'abitato odierno di Bellizzi Irpino è ricompreso, secondo gli studi dello storico Francesco Scandone, nella contrada rurale che durante il Medioevo veniva chiamata Alipergo (o Ipergo, Ripergo, Alabergo) il cui significato è "Colle di betulle" ("Albarus""Albulus" = pioppo bianco, "Berg" voce germanica = collina). L'ipotesi dello storico si basa su un documento del 1100 nel quale si cita un territorio sito nella località Alipergo, confinante con la "via pubblica Salernitana", la strada che, muovendo dalla Porta Maggiore di Avellino, dopo aver attraversato il fondovalle del Fenestrelle e la collina di San Tommaso si innestava sulla "Via Antica salernitana" proveniente dall'Abellinum romana (odierna Atripalda) nei pressi dell'odierno carcere.
La parola "pergo", oltre che dal germanico, può derivare dal latino "pergamus" o dal greco "pergamos" : tanto fa intendere la possibile presenza, in punto strategico, di un'altura fortificata, un presidio militare, lo stesso che hanno utilizzato i Borboni fino a metà dell'800 come deposito di polveri da sparo, tanto è vero che alla periferia nord della frazione c'è una zona che tuttora si chiama "Polverista", proprio perché c'era la polveriera dei Borboni, con una struttura ancora esistente.
La nascita del Casale avvenne a metà del secolo XVI. L'insediamento fu voluto dalla nobildonna italo-spagnola Maria de Cardona, feudataria di Avellino, per favorire lo "sviluppo agricolo" di quelle zone. Il progetto venne realizzato con l'immigrazione di 16 nuclei familiari, provenienti dalla limitrofa Aiello del Sabato, e tutti con il cognome Iannaccone. Nella numerazione dei fuochi (famiglie) del 1561, il Casale di Bellizzi risultava essere di 18 fuochi, per un totale di circa 90 persone. Di lì a poco il Casale venne elevato al rango di "Universitas", di cui si trova traccia in una documentazione del 1578 a proposito di un contenzioso aperto con il Portolano (esattore) di Avellino che pretendeva una contribuzione troppo onerosa.
Nel 1581, la città di Avellino con il Casale delle Bellezze, veniva acquistato da Marino Caracciolo, in nome di sua moglie Crisostoma Carafa. Uno dei primi baroni della "piccola università" di Bellizzi fu il conte veneziano Maiolino Bisaccioni, un personaggio di spicco della corte dei Caracciolo : cavaliere, poeta, letterato, storico, animatore di rappresentazioni teatrali. Il "baronato" nel 1626 veniva venduto al "magnifico" Giovanni Balzarano di Sarno.
Il "baronato di Bellizzi" appartenne alla famiglia Balzarano fino a metà Settecento, quando passò alla famiglia Brescia.
Il casale di Bellizzi dalla fine del 1500 alla prima metà del 1600 ebbe uno costante crescita demografica. Da 15 fuochi del 1561, passò a 28 nel 1595 e a 33 nel 1648. Purtroppo la peste del 1656 bloccò questa fase positiva per cui nel 1669 venivano registrati solo 25 fuochi.
La gestione della "piccola Università", fin dalle origini, fu sempre precaria e difficile. La comunità, che continuava a chiedere sgravi fiscali a causa del grave stato di povertà (li cittadini di detto Casale stanno ridotti all'ultimo delle miserie, mancando loro il necessario et molti per la loro povertà non tengono ne meno uno saccone dove dormire, dormendono sopra le tavole et ne li pagliari) nel 1705, anno di fondazione della confraternita laica sotto il titolo del "Purgatorio", aveva raggiunto le 185 unità.
Dal catasto del 1752 risultano 75 nuclei familiari per un totale di circa 350 abitanti. Si trattava in gran parte di "bracciali", tuttavia, la presenza di 10 "maccaronari" lascia pensare ad una ben consolidata tradizione artigianale in questo settore. Solo 15 famiglie abitavano in "case a fitto", che, in gran parte, appartenevano al barone di Bellizzi D. Giuseppe Brescia. Nel casale abitavano due sacerdoti: don Nicola Imbimbo, l'arciprete e don Pasquale Iannaccone. Il ceppo familiare più rappresentato era quello degli, "Iannaccone" con 14 unità, seguito dagli, "Urciuoli" (5 unità). Circa il 70% delle famiglie possedeva piccoli fondi agricoli. Tuttavia solo 5 famiglie potevano essere qualificate come "benestanti”. 
In gran parte l'economia del casale era basata sull'agricoltura, tant'è che nel 1759 venne istituito un "monte frumentario”', per aiutare i contadini in difficoltà nei periodi della semina. La benemerita istituzione a metà Ottocento era insufficiente a soddisfare le richieste, per cui nel 1846 venne creato un secondo Monte Frumentario. 
La chiesa di S. Maria di Costantinopoli non aveva grosse rendite: un territorio di sei moggi ed una quindicina di capitali dati a censo; tuttavia essa riuscì sempre ad avere un assetto dignitoso grazie soprattutto al concorso dei cittadini del casale, come nel 1854, quando la comunità raccolse l'appello dell'arciprete Pellegrino Valente e, a costo di non pochi sacrifici, rìuscì a ristrutturare totalmente la chiesa.
Anche nel corso del XX secolo la chiesa fu ristrutturata più volte grazie alla generosa autotassazione degli abitanti, con coinvolgimento anche delle comunità di emigranti nel Nuovo Mondo.
Apposite lapidi poste nell'ingresso della Chiesa elencano i nominativi dei benefattori.
Nella prima metà dei '900, con la soppressione del "Comune" di Bellizzi (1938), la comunità è passata sotto la giurisdizione di Avellino.

## Etimologia del nome
Il toponimo "Bellizzi", secondo gli storici del passato, sarebbe sinonimo di "luogo di piaceri, di bellezze, di diporto etc ;". 
Essi immaginarono l'esistenza di antiche ville, dove risiedeva la "nobiltà avellinese". In realtà non esiste alcuna documentazione o testimonianza archeologica che possa fare da supporto a queste ipotesì. Non è improbabile che il toponimo possa invece derivare dal nome personale latino “Bellicius- Bellitius”". 
Esso, come altri antichi "prediali" (nomi di territori derivanti dal nome del proprietario del fondo) si è tramandato anche dopo la penetrazione longobarda nelle nostre regioni, anche se non ha conservato il nome originario, verosimilmente "Bellizziano".
Secondo altre ricostruzioni il toponimo Bellezze è la traduzione della parola Pulcheria, dal latino pulcher,a,um (bello/a). La parola "Pulcheria" potrebbe avere un legame con Santa Pulcheria, imperatrice di Costantinopoli che diffuse il culto mariano nel mondo. Proprio alla Madonna di Costantinopoli è dedicata la Chiesa madre di Bellizzi Irpino.